# گوچتن هورن
گوچتن هورن (به لاتین: Gwächtenhorn) یک کوه در سوئیس است که در کانتون برن واقع شده‌است. گوچتن هورن ۳٬۴۲۰ متر بالاتر از سطح دریا واقع شده‌است.